# Taha Abdurrahaman
Taha Abdurrahaman   (Al-Djadida, 28 de maig de 1944) és considerat un dels filòsofs més importants dins el món islàmic. La seva investigació se centra en la lògica, la filosofia del llenguatge i la filosofia de la moral. Ell creu en la varietat de modernitats i busca establir una modernitat humanitària ètica basada en els valors i els principis de la religió islàmica.

## Vida
Nascut el 1944 a El Jadid (Marroc) no va anar a l'escola primària,quan es va traslladar a Casablanca, va continuar la l'escola secundària, i després es va unir a la Universitat Mohammed V (Rabat, Marroc), on va obtenir la seva llicenciatura en filosofia. Va completar els seus estudis a la universitat de la Sorbona, on va rebre la seva segona llicenciatura i va obtenir el seu tercer nivell de doctorat l'any 1972 sobre el tema: "El llenguatge i la filosofia: un estudi de les estructures lingüístiques de l'ontologia", i el 1985 va obtenir el seu doctorat en filosofia "estudi de l'argumentació i els seus mètodes".
Abdurrahman va exercir com a professor de filosofia del llenguatge i la lògica dins la Universitat Mohammed V a partir de 1970 fins al seu retir en 2005. És membre de la "Societat Internacional per a l'Estudi de l'Argumentació", que ell representa al Marroc, representant de 'Gesellschaft für Interkulturelle philosophie / Societat de Filosofia Intercultural ', i director del "Cercle de Saviesa per als pensadors i investigadors ". Va ser guardonat amb el Premi del Marroc en dues ocasions, i el 2006 el Premi de la ISESCO en pensament islàmic i filosofia.

## Filosofia
La seva pràctica filosòfica es caracteritza per una combinació de "anàlisi lògica" i "derivació lingüística", en un marc per proporcionar els conceptes relacionats amb el patrimoni islàmic i sobre la base dels èxits més importants del pensament occidental modern en el nivell de "teories del discurs" i "lògica argumentativa" i "la filosofia de l'ètica, el que fa que el seu filosofar que apareix predominantment en un" estil de moral "i" deliberant ".

## Treballs més importants
- Llenguatge i filosofia: un assaig sobre les estructures lingüístiques de l'ontologia (en francès), 1979
- Un tractat sobre l'argumentació deductiva i natural i els seus models (en francès), 1985
- Lògica formal i gramàtica
- Els fonaments de Diàleg i Renovació de la teologia islàmica, 1987
- Pràctica Religiosa i Renovació de la Raó, 1989
- Renovació del Mètode d'Avaluació de la Heritage, 1994
- La praxeologia de la filosofia-I. Filosofia i Traducció, 1994
- Llengua i Equilibri, o multiplicitat de la Raó, 1998
- La praxeologia de Filosofia-II. 1-La frase filosòfica, el llibre del Concepte i l'etimologia, 1999
- La qüestió de l'ètica - una contribució a la crítica ètica de la modernitat occidental, 2000
- Diàlegs per al Futur, 2000
- El dret àrab a diferir en Filosofia, 2002
- El dret islàmic a ser intel·lectualment Diferent, 2005
- L'esperit de la modernitat, una Introducció a la fundació islàmica Modernitat, 2006
- La modernitat i la Resistència, 2007
- La qüestió de la Pràctica, 2012
- L'esperit de la reiligió, 2012